# Séquia de Mestalla
La Séquia de Mestalla és una de les vuit séquies de l'Horta de València que són sota la jurisdicció del Tribunal de les Aigües de València. El seu origen està a l'assut de la Séquia de Mestalla al riu Túria, al terme municipal de Paterna i dins del parc Natural del Túria. Rega les hortes i camps del marge esquerre de l'antiga llera del riu, ara Jardí del Túria, entre Paterna i la mar, passant per Alboraia i el Cabanyal, junt amb la séquia de Tormos, la séquia de Rascanya i la séquia d'Algirós, i els seus múltiples ramals desemboquen al mar, en els poblats marítims del Cabanyal-Canyamelar i la Malva-rosa, tots dos a la ciutat de València.
En l'actualitat rega una superfície molt reduïda a causa del gran avanç urbanitzador de la ciutat de València. Fins al segle xx la part de l'Horta que la séquia regava era totalment rural, amb l'excepció del Cabanyal i el barri de l'Illa Perduda. Però des de l'inici d'obres del passeig de València al mar, tota la zona des dels Jardins del Real fins al Cabanyal i la mar ha passat a ser urbana, destacant-hi l'avinguda de Blasco Ibáñez i l'avinguda d'Aragó com a grans eixos que han permès una ràpida urbanització. Aquesta séquia donaria el seu nom als terrenys que regava, i al segle xx, a l'estadi de futbol del València CF.
L'origen de la seua construcció data de l'època musulmana en què els musulmans van ocupar la ciutat de València des de l'any 711 fins al 1238.

## Traçat
La séquia discorre paral·lela al riu Túria i a la séquia de Tormos, dins del parc Natural del Túria, al sud de Paterna i nord de Quart de Poblet, durant uns dos quilòmetres fins a arribar a l'alçada del modern assut del Repartiment. Des d'aquí transcorre soterrada passant sota l'enllaç de les autovies V-30 amb CV-30, per sortir novament per l'extrem sud del terme municipal de Paterna i a poc a poc va separant-se del vell llit del riu cap al nord fins a entrar ja a terme municipal de la ciutat de València, concretament per la "Partida de Dalt" de l'antic poble de Campanar, avui inclòs al districte de Campanar i al barri de Sant Pau.

### Braç de Petra
La séquia de Mestalla segueix direcció est, paral·lela pràcticament al carrer del Pare Barranco, però, immediatament en entrar en aquesta Partida de Dalt de Campanar, passa sota el molí de la Saïdia" o "Molí Nou just abans d'iniciar el primer dels seus tres braços principals: el braç de Petra o séquia de Petra cap al sud, que porta un terç de la seua llera. Aquest braç regava les terres més properes al poblat de Campanar, la seua partida del Pouet (avui convertida en el nou barri residencial Nou Campanar), part nord de Les Tendetes i part sud de Benicalap.
Aquest braç es redirigeix cap al nord, zigzaguejant al voltant del carrer de la Safor fins a baixar direcció sud-est pel sud de Benicalap, en concret pel carrer del Doctor Nicasi Benlloch fins a arribar a l'avinguda de Burjassot i fer un gir de 90° en direcció nord-est a l'altura de l'"Hort de l'esperança", abans d'arribar al carrer de Marxalenes. Des d'aquí partia cap a l'est el braç de Goleró que regava la zona nord del barri de Marxalenes, a més d'arribar a la zona de Morvedre, Sant Antoni i el sud d'Orriols i Sant Llorenç.
El braç de Petra per la seua banda seguia direcció nord-est entre Benicalap i Torrefiel, i en l'actualitat es pot veure en superar la Ronda Nord de València entre el camí Vell de Godella i el camí de Montcada i tornant a la zona d'horta un cop fora del nucli urbà, concretament a l'horta del Poble Nou. En aquesta zona trobem l'escassa horta que encara avui rega l'aigua de la séquia de Mestalla, subdividint en diversos "braços", "files" i "rolls" com el de Sant Jeroni que regava Torrefiel i part d'Orriols, o el de Falcó pel camí de Montcada i on es troba encara avui l'alqueria de Falcó. La resta de subdivisions segueixen direcció nord superant fins i tot el nucli urbà de la pedania de Poble Nou, i en aquest lloc es troba en peu davant del camí de Montcada (Horta Nord) el molí dels Alters. Totes les divisions de la séquia de Petra finalitzen d'una manera o altra en la nova canalització del "Palmaret Baix", moderna canalització d'un antic paleobarranc que va ser en el passat reconvertit en canal per al reg i desguàs conegut com a "Séquia de la Font de Carpesa" i integrat a la xarxa de séquies de la comunitat de regants de Rascanya, en les proximitats del límit de la ciutat de València amb la població de Tavernes Blanques.

### Continuació del traçat

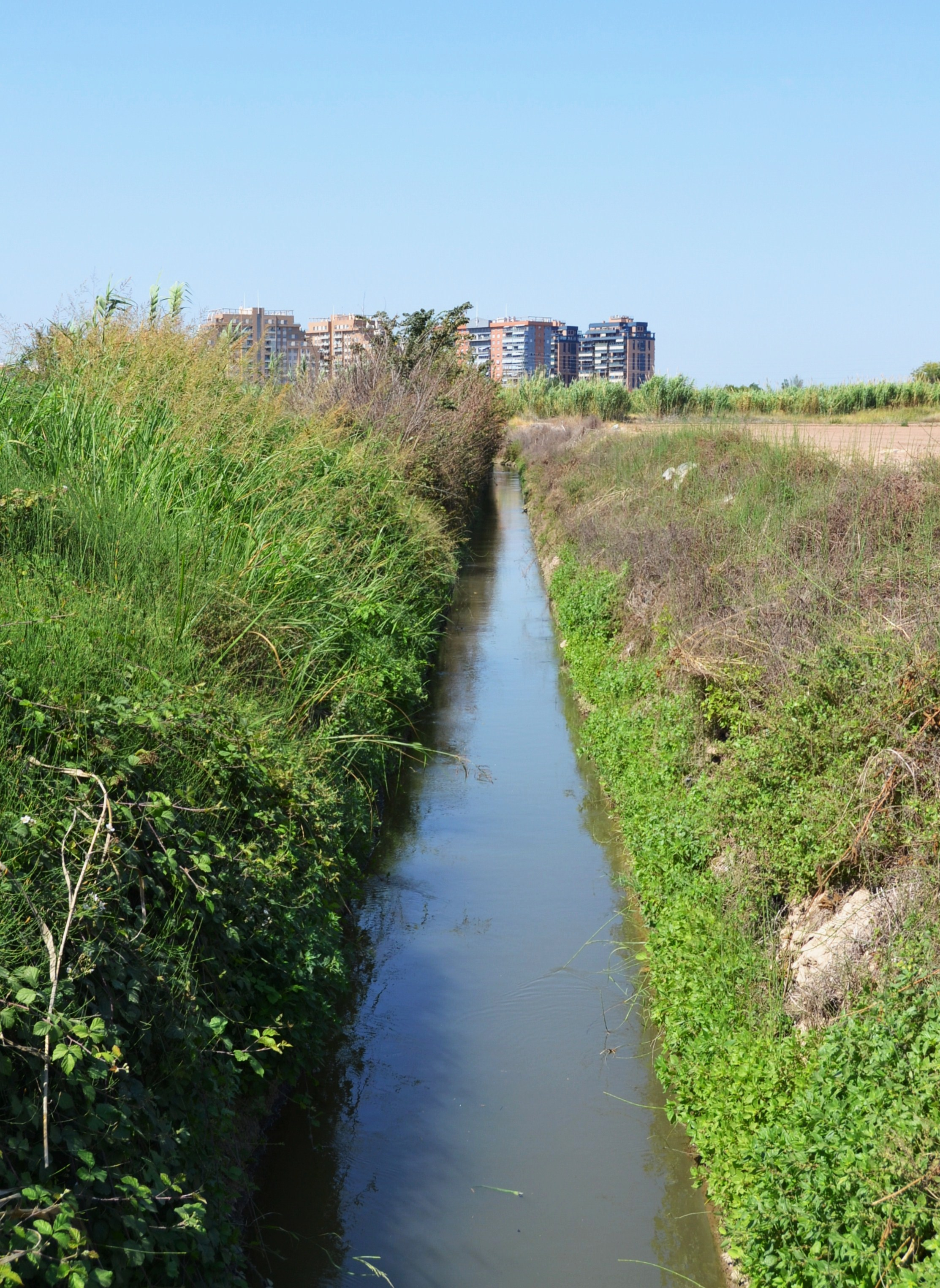
Braç de Petra de la séquia de Mestalla a la partida de Dalt

Tornant al caixer principal de la séquia de Mestalla per la "Partida de Dalt" del barri de Sant Pau (Campanar), entra en el nucli urbà de la ciutat en arribar a la intersecció giratòria on es creuen l'avinguda del Mestre Rodrigo amb el carrer de la Safor, on avui es troba una benzinera. Discorre per la porta del "Col·legi Sagrada Família" i zigzagueja pels carrers de Carlos Ruano Llopis (Pintor), del Comtat i de Benifairó de les Valls fins a creuar l'avinguda de les Corts Valencianes i passar per la part sud del futur estadi Nou Mestalla del València CF. Just aquí es trobava l'antic "molí de la Marquesa" sobre la séquia de Mestalla, a la zona nord de Campanar i sud de Benicalap. El recorregut de la séquia creuava l'avinguda del General Avilés i baixava direcció sud pel carrer del Pare Ferris fins a arribar al carrer de Gregorio Gea, i just aquí en seu encreuament amb l'avinguda de Burjassot i l'inici del carrer de Màlaga es trobava la segona partició més important de tot el sistema hidràulic de la séquia de Mestalla, ja que la séquia es dividia en dos braços que seguiran independents fins al final dels seus recorreguts. Són els braços de Rambla i d’Algirós.

### Braç de Rambla
El braç de Rambla s'iniciava en aquest partidor de la carrer de Màlaga i discorria per aquest carrer, creuava l'actual avinguda de la Constitució, al costat del costat nord del desaparegut monestir de la Saïdia, creuava el carrer de Sagunt i seguia pel carrer de Santa Isabel, al costat del Mercat de Sant Pere Nolasc, i pel carrer del Convent de Carmelites al carrer d'Alboraia.

#### Braços de Rams i de l'Arquet
A aquesta altura part altre important braç, el braç de Rams, en direcció sud-est travessant els jardins del Real (o de Vivers) i pels voltants de l'avinguda. Discorria pel carrer de les Arts Gràfiques i per l'aparcament nord de l'estadi de Mestalla per a tornar als voltants de l'avinguda i tornar a subdividir-se en un braç que regava les terres que antigament ocupaven els actuals barris de l'Amistat i de Ciutat Jardí, que acabava convertint-se en la séquia d'En Gasch (o * del Gas) sota l'actual avinguda de la Mediterrània i que dividia el poblat del Cabanyal al nord del poblat del Canyamelar al sud. Mentre el braç principal de Rams seguia pel sud de la plaça Xúquer, pel vell camí del Cabanyal, pel seu cementeri i finalment era coneguda com la séquia dels Àngels en entrar al poblat del Cabanyal i passar al costat de l'església de la Mare de Déu dels Àngels abans d'arribar al mar.
A l'altura de l'encreuament del carrer de les Arts Gràfiques amb el Doctor Moliner partia el Braç de l'Arquet cap al nord-est per l'avinguda, l'avinguda de Catalunya, el carrer d'Albalat dels Tarongers, el Campus dels Tarongers de la Universitat de València, i l'avinguda dels Tarongers fins a arribar a uns pocs camps que encara avui reguen amb aquesta aigua les seues terres al sud del barri de la Malva-rosa (al costat de l'Hospital de València al mar) i al nord del Cabanyal (al costat del nou tanatori). Aquest braç passava a denominar-se séquia de la Cadena i finalitzava al mar, dividint les platges de la Malva-rosa al nord i del Cabanyal (o les Arenes) al sud.

#### Braç d'Escamarda-Alegret
A l'altura del "Col·legi Villar Palasi", en els jardins del Real (o de Vivers), del braç de Rambla partien tres braços: Alegret, Les Files i Escamarda.
El braç d'Alegret discorria cap al nord-est direcció al nord del poble de Benimaclet arribant fins al "camí de Farinós". Discorre uns metres paral·lel a aquest camí, passant sota la Ronda Nord de València, fins a arribar a la séquia de Vera, que pertany a Rascanya i marca el límit amb la veïna població d'Alboraia.
El braç de Les Files disposava de diverses files, entre elles una "fonda" i una "ampla", totes elles en direcció est pel sud i l'est de Benimaclet. La fila Fonda discorre paral·lela al camí de Vera, ja que va cap a la ja esmentada séquia de Vera. La fila Ampla s'endinsa per la part occidental del campus de la Universitat Politècnica de València.
El braç d'Escamarda discorre pels carrers d'Álvaro de Bazán, del Batxiller, creua pel de la Guàrdia Civil i discorre una part també al costat del vell camí de Vera abans de creuar el carrer Clariano, l'avinguda dels Tarongers i de nou pel centre i est del campus de la Universitat Politècnica de València fins a arribar al mar i a la séquia de Vera.

### Braç d'Algirós
Aquest braç és el que discorre més proper al vell llit del riu Túria i els braços desemboquen bé en el mateix riu o en les proximitats de l'antic Grau de València (Port de València). Des del Carrer de Màlaga passava pel desaparegut monestir de la Saïdia, el monestir de la Trinitat (encara avui al carrer d'Alboraia) i pel desaparegut palau Reial de València, al sud dels jardins del Real.
El caixer principal del braç d'Algirós discorria uns metres al nord del riu, i després de superar els jardins del Real i els palauets com el de Montfort, anava pel carrer de Misser Mascó fins a arribar a la part sud del que avui és l'estadi de Mestalla del València Club de Futbol. Quan es va inaugurar l'estadi en 1923 els espectadors procedents del centre de València havien de superar aquest braç d'Algirós de la séquia de Mestalla per a accedir a l'estadi, i d'ací va quedar per a l'estadi el mateix nom que el de la séquia.
A partir d'ací se subdivideix en diversos braços i rolls, com el roll de l'Ulla pels carrers de Caravaca i de Campoamor, el roll d'Algirós pels carrers de Sants Just i Pastor, Poeta Mas i Ros i Just Vilar, el braç de Roca pel carrer Rodríguez de Cepeda i per tot el barri d'Aiora fins a arribar al carrer de Francesc Cubells coneguda com a rec del Riuet dividint el Grau al sud del Canyamelar al nord, el roll del Camí Vell del Grau que anava per l'actual carrer de les Illes Canàries en paral·lel a l'avinguda del Port, i finalment el braç de Carmona que anava molt més proper al riu per l'actual avinguda de les Balears i el Camí de Penya-roja.

#### Braç dels Molins
Des dels jardins del Real neix el braç dels Molins, totalment paral·lel i enganxat al riu Túria i que donava servei a diversos molins i a jardins de palauets com el del desaparegut palau de Ripalda o el del jardí de Montfort. Discorria també en paral·lel per la part interior del passeig de l'Albereda fins que finalment desembocava en el mateix riu a l'altura de l'Hemisfèric.